# Grande Prêmio dos Países Baixos de 1962
Resultados do Grande Prêmio dos Países Baixos de Fórmula 1 realizado em Zandvoort em 20 de maio de 1962. Primeira etapa da temporada, foi designada Grande Prêmio da Europa por razões honorificas e nela Graham Hill, da BRM, conquistou sua primeira vitória.

## Classificação da prova
| Pos. | Nº | Piloto                  | Construtor      | Voltas | Tempo/Diferença  | Grid | Pontos |
| ---- | -- | ----------------------- | --------------- | ------ | ---------------- | ---- | ------ |
| 1    | 17 | Graham Hill             | BRM             | 80     | 2:11:02.1        | 2    | 9      |
| 2    | 5  | Trevor Taylor           | Lotus-Climax    | 80     | + 27.2           | 10   | 6      |
| 3    | 1  | Phil Hill               | Ferrari         | 80     | + 1:21.1         | 9    | 4      |
| 4    | 2  | Giancarlo Baghetti      | Ferrari         | 79     | + 1 volta        | 12   | 3      |
| 5    | 7  | Tony Maggs              | Cooper-Climax   | 78     | + 2 voltas       | 15   | 2      |
| 6    | 14 | Carel Godin de Beaufort | Porsche         | 76     | + 4 voltas       | 14   | 1      |
| 7    | 11 | Jo Bonnier              | Porsche         | 75     | + 5 voltas       | 13   |        |
| 8    | 21 | Jackie Lewis            | Cooper-Climax   | 70     | + 10 voltas      | 7    |        |
| 9    | 4  | Jim Clark               | Lotus-Climax    | 70     | + 10 voltas      | 3    |        |
| Ret  | 3  | Ricardo Rodríguez       | Ferrari         | 73     | Acidente         | 11   |        |
| Ret  | 18 | Richie Ginther          | BRM             | 71     | Acidente         | 7    |        |
| Ret  | 9  | Innes Ireland           | Lotus-Climax    | 61     | Acidente         | 6    |        |
| Ret  | 10 | Masten Gregory          | Lotus-Climax    | 54     | Semieixo         | 16   |        |
| NC   | 16 | Wolfgang Seidel         | Emeryson-Climax | 52     | Não classificado | 20   |        |
| Ret  | 12 | Dan Gurney              | Porsche         | 47     | Câmbio           | 8    |        |
| Ret  | 6  | Bruce McLaren           | Cooper-Climax   | 21     | Câmbio           | 5    |        |
| WD   | 20 | Roy Salvadori           | Lola-Climax     | 12     | Retirou-se       | 17   |        |
| Ret  | 19 | John Surtees            | Lola-Climax     | 8      | Acidente         | 1    |        |
| Ret  | 8  | Jack Brabham            | Lotus-Climax    | 4      | Acidente         | 4    |        |
| Ret  | 15 | Ben Pon                 | Porsche         | 2      | Acidente         | 10   |        |
| WD   | 16 | Rob Slotemaker          | Porsche         |        | Carro inconcluso |      |        |
| WD   | 21 | Maurice Trintignant     | Lotus-Climax    |        | Carro inconcluso |      |        |

## Tabela do campeonato após a corrida
| Pos. | Piloto             | Pontos |
| ---- | ------------------ | ------ |
| 1    | Graham Hill        | 9      |
| 2    | Trevor Taylor      | 6      |
| 3    | Phil Hill          | 4      |
| 4    | Giancarlo Baghetti | 3      |
| 5    | Tony Maggs         | 2      |

| Pos. | Construtor    | Pontos |
| ---- | ------------- | ------ |
| 1    | BRM           | 9      |
| 2    | Lotus-Climax  | 6      |
| 3    | Ferrari       | 4      |
| 4    | Cooper-Climax | 2      |
| 5    | Porsche       | 1      |

- Nota: Somente as primeiras cinco posições estão listadas. Apenas os cinco melhores resultados, dentre pilotos ou equipes, eram computados visando o título. Neste ponto esclarecemos: conforme o site oficial da Fórmula 1, a partir de 1962 seriam atribuídos nove pontos tanto para o piloto quanto à equipe vencedora e na tabela dos construtores figurava somente o melhor colocado dentre os carros de um time.